# Vohu Manah
În mitologia persană, Vohu Manah este unul din membrii grupului de zei buni, Amesha Spentas, fiind personificarea înțelepciunii, a judecății. Este protectorul lumii animalelor și este reprezentat pe pământ de diverse animale domestice cum ar fi vaca. El este cel ce duce sufletele celor drepți în Paradis. Cea de-a unsprezecea lună îi este dedicată. Oponentul lui este demonul Aka Manah. 